# 최후의 결전 (영화)
《최후의 결전》(영어: Blood Red)은 미국과 영국에서 제작된 피터 매스터슨 감독의 1989년 서부 영화이다. 에릭 로버츠 등이 출연하였고, 저드 버나드 등이 제작에 참여하였다. 1986년에 촬영 및 제작이 완료되었으나 3년이 지나서야 개봉되었다.
1890년대를 배경으로 한다.

## 출연진
- 에릭 로버츠
- 잔카를로 잔니니
- 데니스 호퍼
- 버트 영
- 칼린 글린
- 라라 해리스
- 앨 루시오
- 마이클 매드슨
- 엘리어스 커테이어스
- 프란체스카 데사피오
- 마크 로런스
- 프랭크 캠퍼넬라
- 앨도 레이
- 게리 스완슨
- 수전 안스팍
- 줄리아 로버츠
- 찰스 디어콥

## 기타 제작진
- 배역: 팸 랙
- 미술: 브루노 루베오
- 의상: 루스 마이어스